# Борстендорф
Борстендорф (нем. Borstendorf) — бывшая коммуна в немецкой федеральной земле Саксония. С 1 января 2015 года входит в состав общины Грюнхайнихен. 
Подчиняется административному округу Кемниц. Входит в состав района Рудные Горы. Подчиняется управлению Вильденштайн.  Население составляет 1306 человека (на 31 декабря 2013 года). Занимает площадь 14,52 км². Официальный код  —  14 1 81 040.